# يعرب (اسم)
يعرب اسم علم مذكر عربي قحطاني منقول عن الفعل، وهو الذي يتكلم العربية بفصاحة.

## في اللغة
عَرُبَ يَعْرُبُ: تكلَّم العربية بفصاحة ولم يَلْحَن.

## أشخاص يحملون اسم يعرب

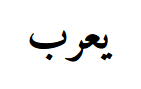
اسم يعرب مكتوب

- يعرب بن قحطان
- يعرب بن بلعرب اليعربي
- يعرب بدر
- يعرب بو رحمة